# Almost Grown
Almost Grown è una canzone scritta da Chuck Berry e pubblicata nel 1959 sul 45 giri doppio lato-A Little Queenie/Almost Grown. Il brano è stato inserito nella colonna sonora del film American Graffiti del 1973. I cori sono accompagnati da Etta James e Harvey e il New Moonglows, e tra di loro spicca anche un giovane Marvin Gaye.

## Tracce singolo
Chess 1722
1. Almost Grown - 2:18
2. Little Queenie - 2:37

## Musicisti
- Chuck Berry: chitarra, voce
- Johnnie Johnson: pianoforte
- Willie Dixon: basso
- Fred Below: batteria
- Etta James & The Marquees: coro